# Kloster Lavaix
Das erstmals im Jahr 848 erwähnte Kloster Lavaix (Labaix; Labaciae) ist eine ehemalige Zisterzienserabtei  in der Provinz Lleida (Lérida) im Nordosten Spaniens. Die Anlage befand sich im Tal der Noguera Ribagorzana südlich von El Pont de Suert im katalanischen Teil der Alta Ribagorça und ist heute im Stausee Pantà d’Escales versunken.

## Geschichte
Das Kloster erscheint 947 als Benediktinerniederlassung, wurde 1092 in ein Kanonikerstift umgewandelt und kam 1112 in die Abhängigkeit des Klosters San Genís de Bellera. Gegen Mitte des 12. Jahrhunderts verfiel die Anlage. 1223 ordnete Papst Honorius III. auf Wunsch des Bischofs von Lleida, Berenguer d'Erill, die Unterstellung unter den Zisterzienserorden an, die 1224 erfolgte, und Lavaix unterstand nun dem Mutterkloster Bonnefont bei Saint-Gaudens in Frankreich aus der Filiation der Primarabtei Morimond. 1230 kam es zur Gründung eines Priorats Fontclara (Santa María de Fontclara) in Albalate de Cinca in Aragonien. Ein Abtshaus wurde neu errichtet. In der Barockepoche wurde das Kloster restauriert. Es bestand bis zur Klosteraufhebung (Desamortisation) unter der Regierung von Juan Álvarez Mendizábal im Jahr 1835, die Mönche blieben aber noch einige Zeit. In den Karlistenkriegen war bereits 1833 die Bibliothek verbrannt worden. In der Folge verfielen die Gebäude. Die Anlage wurde bei der Errichtung des Stausees im Jahr 1950 überschwemmt.

## Bauten und Anlage
Die einschiffige, kreuzförmige Kirche mit drei halbkreisförmigen Apsiden und einem niedrigen Querhaus und die Klausur wurden im 12. Jahrhundert neu erbaut; im Barock wurde die Mittelapsis durch ein rechteckig geschlossenes Presbyterium ersetzt. Der Kreuzgang lag im Süden der Kirche, die an den Berghang angrenzte. Reste des Bauschmucks und Kapitelle haben sich unter anderem in El Pont de Suert und in verschiedenen Museen erhalten. Bei Niedrigwasser sind Reste der Anlage sichtbar.